# Ansamblul urban VIII, Timișoara

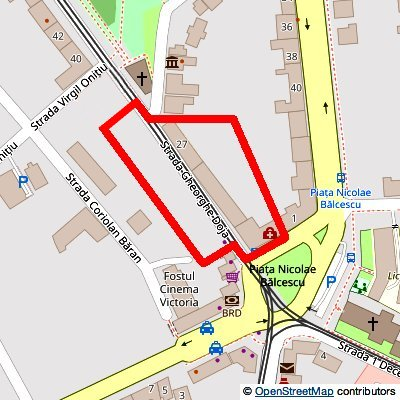
Localizarea și limitele ansamblului

Ansamblul urban VIII este o zonă din cartierul Elisabetin al Timișoarei, declarată monument istoric, având codul LMI TM-II-a-B-06109.

## Descriere
Ansamblul este format din clădirile situate pe strada Gheorghe Doja, pe frontul de nord-est între piața Nicolae Bălcescu și str. Arhitect László Székely, iar pe frontul de sud-vest între piața Nicolae Bălcescu și str. Virgil Onițiu.

## Clădiri care fac parte din ansamblu
| Poz. | Descriere                                                                                           | Adresă, Coordonate                                                        | Data autorizării/ data terminării, Arhitect | Imagine | Note              |
| ---- | --------------------------------------------------------------------------------------------------- | ------------------------------------------------------------------------- | ------------------------------------------- | ------- | ----------------- |
| 1    | Casă. Stil eclectic istoricist, curentul neobaroc. Supraetajată în anii 1950. Degradată.            | Str. Gheorghe Doja, nr. 35 45°44′31″N 21°13′31″E / 45.7420°N 21.2252°E    | c. 1900 Martin Gemeinhardt                  |         | [ 5 ] [ 6 ]       |
| 2    | Casă. Stil eclectic istoricist, curentul neobaroc.                                                  | Str. Gheorghe Doja, nr. 33 45°44′32″N 21°13′30″E / 45.7422°N 21.2249°E    | c. 1900                                     |         | [ 5 ]             |
| 3    | Casă.                                                                                               | Str. Gheorghe Doja, nr. 31 45°44′33″N 21°13′29″E / 45.7424°N 21.2247°E    | c. 1900                                     |         |                   |
| 4    | Fostula Școală cu clasale I–VIII Nr. 22 („Info mic”). Stil eclectic istoricist, curentul clasicist. | Str. Gheorghe Doja, nr. 27–29 45°44′33″N 21°13′28″E / 45.7426°N 21.2244°E | c. 1900                                     |         | [ 5 ] [ 7 ] [ 8 ] |
| 5    | Casă.                                                                                               | Str. Gheorghe Doja, nr. 46 45°44′34″N 21°13′26″E / 45.7428°N 21.2238°E    | sec. al XX-lea                              |         |                   |
| 6    | Casă.                                                                                               | Str. Gheorghe Doja, nr. 48 45°44′33″N 21°13′27″E / 45.7426°N 21.2241°E    | c. 1900                                     |         |                   |
| 7    | Casă.                                                                                               | Str. Gheorghe Doja, nr. 50 45°44′33″N 21°13′27″E / 45.7424°N 21.2242°E    | sec. al XX-lea                              |         |                   |
| 8    | Casă.                                                                                               | Str. Gheorghe Doja, nr. 52 45°44′32″N 21°13′27″E / 45.7423°N 21.2243°E    | sec. al XX-lea                              |         |                   |
| 9    | Casă.                                                                                               | Str. Gheorghe Doja, nr. 54 45°44′32″N 21°13′28″E / 45.7422°N 21.2245°E    | sec. al XX-lea                              |         |                   |
| 10   | Casă.                                                                                               | Str. Gheorghe Doja, nr. 56 45°44′32″N 21°13′29″E / 45.7421°N 21.2246°E    | c. 1900                                     |         |                   |
| 11   | Casă.                                                                                               | Str. Gheorghe Doja, nr. 58 45°44′31″N 21°13′29″E / 45.7419°N 21.2248°E    | c. 1900                                     |         |                   |

## Clădiri din zona de protecție a ansamblului
| Poz. | Descriere                                           | Adresă, Coordonate                                                                               | Data autorizării/ data terminării, Arhitect | Imagine | Note         |
| ---- | --------------------------------------------------- | ------------------------------------------------------------------------------------------------ | ------------------------------------------- | ------- | ------------ |
| A    | Casa Jakob (Jacques) Klein.                         | Str. Gheorghe Doja, nr. 44 45°44′36″N 21°13′24″E / 45.7433°N 21.2233°E                           | sec. al XX-lea Jakob Klein                  |         | [ 9 ]        |
| B    | Casă.                                               | Str. Virgil Onițiu, nr. 5A 45°44′35″N 21°13′25″E / 45.7430°N 21.2236°E                           | sec. al XX-lea                              |         |              |
| C    | Biserica „Sfânta Maria Regina Păcii și a Unității”. | Str. Gheorghe Doja, colț cu str. Arh. László Székely 45°44′35″N 21°13′26″E / 45.7431°N 21.2240°E | 2001/ 2008                                  |         | [ 10 ]       |
| D    | Vila Kálmán Jakobi. Stil eclectic istoricist.       | Str. Arh. László Székely, nr. 5 45°44′34″N 21°13′27″E / 45.7429°N 21.2243°E                      | c. 1900 László Székely                      |         | [ 3 ] [ 11 ] |
| E    | Casă. Degradată.                                    | P-ța Nicolae Bălcescu, nr. 1 45°44′32″N 21°13′32″E / 45.7421°N 21.2256°E                         | c. 1900                                     |         | [ 6 ]        |